# George Clifford, 3.º Conde de Cumberland

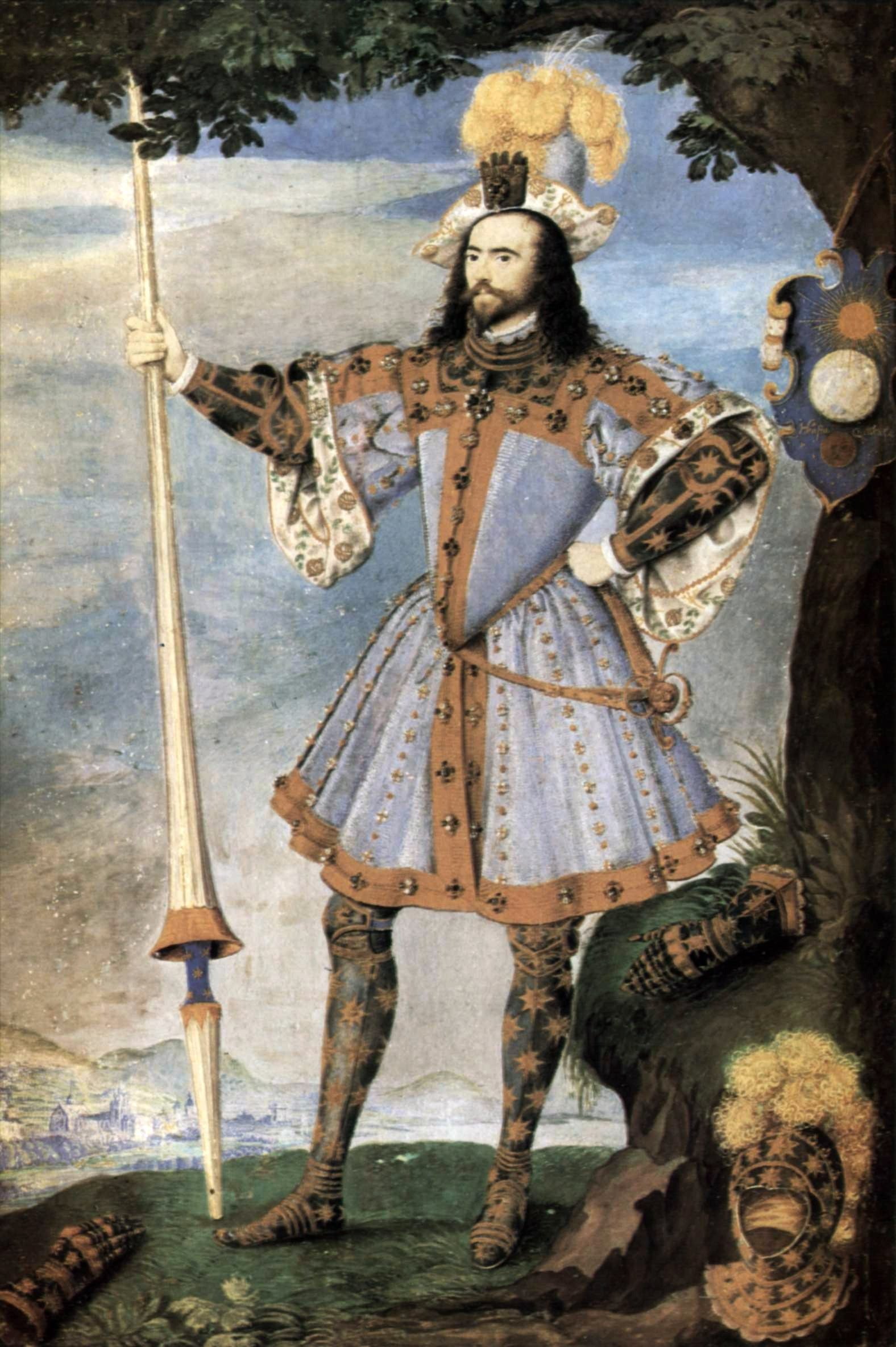
Retrato de George Clifford por Nicholas Hilliard (c. 1590). Este retrato comemora a escolha de Clifford para campeão da Rainha, mostrando-o com a luva da monarca presa ao seu chapéu como sinal de favor.

George Clifford (Brougham Castle, Westmorland, 8 de Agosto de 1558 — The Savoy, Middlesex, 30 de Outubro de 1605), 3.º conde de Cumberland (Earl of Cumberland), mais conhecido na literatura lusófona por Conde de Cumberland, foi um aventureiro, navegador e corsário inglês. Foi um dos cortesãos favoritos da rainha Isabel I de Inglaterra e serviu na Marinha Real, com navios armados à sua custa e com navios da casa real, na guerra naval contra as forças de Filipe II de Espanha, incluindo na luta contra a Invencível Armada. Liderou doze expedições navais contra os interesses marítimos da Espanha e de Portugal (então sob domínio da coroa espanhola). Foi um dos pares que julgou e condenou à morte a rainha Maria Stuart.

## Biografia
George Clifford, 3.º conde (earl) de Cumberland, foi um aristocrata inglês nascido no Brougham Castle, em Westmorland, filho do 2.º conde (earl) de Cumberland, Henry Clifford. Em 1570, antes de completar 12 anos de idade, ficou órfão por morte de seu pai, sucedendo-lhe nos títulos. A sua tutela foi confiada a Francis Russell, 2.º conde de Bedford, passando então a residir em Chenies ou Woburn.
Em 1571, com 13 anos de idade, foi matriculado como nobre no Trinity College, em Cambridge, onde permaneceu como aluno interno durante três anos. Prosseguiu estudos na Universidade de Oxford, tendo como tutor o Dr. John Whitgift, que mais tarde seria Arcebispo de Cantuária, período em que se dedicou em especial ao estudo da Matemática e da Geografia, ciências que lhe seriam de grande valia na sua posterior carreira naval.
O seu pai e Francis Russell, que depois seria seu tutor, tinham arranjado, ainda na infância de ambos, o casamento de George Clifford com a sua filha deste último, Lady Margaret Russell, depois Margaret Clifford, condessa de Cumberland. O casamento consumou-se em 1577, quando George Clifford tinha cerca de 19 anos de idade.
Daquele casamento nasceram três filhos: Sir Robert Clifford e Francis Lord Clifford, ambos falecidos antes de completarem os 5 anos de idade, e Anne Clifford, que foi sua herdeira.
O casamento não foi feliz, já que a propensão de George Clifford para aventuras amorosas na Corte e os seus hábitos de jogo, que obrigaram a que empenhasse e mesmo de vendesse parte das suas terras, levaram à separação do casal.
Clifford afirmou-se como um refinado praticante de justa equestre, em cujos torneiros era exímio, e um adepto do desporto equestre, apostando grandes quantias em corridas de cavalos. 
Com o advento da Guerra Anglo-Espanhola de 1585, a sua difícil situação financeiro levou a que se optasse por uma carreira naval, armando à sua custa três pequenos navios e uma pinaça e obtendo carta de corso, que usou na sua primeira expedição, em 1586, contra as forças comandadas por Alessandro Farnese, Duque de Parma e Piacenza. Depois de uma viagem que o levou até além da foz do Rio da Prata e que demorou mais de um ano, regressou a Inglaterra em Setembro de 1587 com pouco sucesso, não recolhendo saque que lhe permitisse recuperar a despesa feita no aparelhamento dos navios e na expedição.
O pouco sucesso da sua expedição inicial, não impediu que em 1588, com 30 anos de idade, lhe fosse confiado o comando do  Elizabeth Bonaventure, um navio de 600 toneladas propriedade da rainha, na luta contra as forças espanholas e portuguesa da Invencível Armada. Apesar de não ter tido um papel relevante na batalha de Gravelines, foi o navio de George Clifford que trouxe à rainha, então em Tilbury, a notícia da vitória britânica.
A fama de galanteria que ganhou e o continuado favor da rainha fez com que nesse mesmo ano seguinte (1588) lhe fosse concedido o Golden Lion, um navio de 500 toneladas de propriedade real, com o qual realizou nova expedição ao Atlântico Sul em busca de navios espanhóis e portugueses que pudesse aprisionar.
No ano seguinte, (1589, a rainha confiou-lhe o Victory, que em conjunto com outros 6 navios, todos aparelhados à custa de Clifford, montou uma expedição que partiu de Plymouth para o Atlântico Nordeste, tentando capturar navios nas imediações das costas ibéricas. Nessa viagem encontrou o esquadrão comandado por Sir Francis Drake, que regressava do ataque a Cádis com necessidade urgente de provisões, as quais lhe foram cedidas por Clifford.
Não tendo conseguido os seus intentos na costa ibérica, o esquadrão posicionou-se nos Açores, onde aguardou a passagem dos galeões provenientes da América espanhola. Durante a sua estadia no arquipélago, a 11 de Setembro de 1589, tomou a então vila da Horta, na ilha do Faial, onde durante quatro dias saqueou os haveres dos habitantes, para além de exigir um resgate de 2 000 ducados, pago pelas autoridades locais, na maior parte com a prata das igrejas, cujos edifícios não seriam igualmente poupados pela sanha destruidora da marinhagem. Os navios de Cumberland escalaram também as ilhas de Santa Maria, onde foram rechaçados, Graciosa e Flores, onde aprovisionaram, operação que fez sem resistência assinalável por parte dos habitantes.
Apesar de não ter tido grande êxito nas suas expedições, continuou a organizar uma viagem anualmente, ganhando grande reputação pelos danos infligidos à navegação espanhola e portuguesa, em especial nas Caraíbas.
A sua última expedição, que foi a maior de todas, ocorreu em 1597, quando conseguiu juntar uma flotilha de mais de 30 navios, quase todos aparelhados à sua custa, e atacar a navegação e as povoações costeiras das colónias espanholas nas Caraíbas.  Nessa expedição, a sua reputação saiu reforçada pela captura, em 1598, do Forte San Felipe del Morro, a cidadela que protegia a cidade de San Juan, no Porto Rico. A ocupação foi curta, já que Clifford tomou a fortaleza a 15 de Junho de 1598 e em Novembro daquele ano foi obrigado a evacuar a ilha face à resistência da população civil.
Fazendo vida de cortesão, foi um dos favoritos da rainha Isabel I de Inglaterra. Em 1590, após a retirada de Sir Henry Lee of Ditchley do cargo cerimonial de campeão da monarca, esta nomeou-o para o lugar, entregando-lhe, em sinal de favor, uma das suas luvas, a qual, incrustada em diamantes, era usada por George Clifford como ornamento do chapéu do seu traje de cerimónia.
O favor da rainha também se traduziu na sua escolha para cavaleiro da Ordem da Jarreteira (1592) e na sua inclusão no seu Conselho, o que o levou a ser um dos pares que fez parte do júri que julgou e condenou Maria Stuart, Rainha dos Escoceses.
A suas actividades como corsário permitiram-lhe obter grande fama e influência na Corte, mas parece que perdeu a maior parte da sua fortuna em apostas de corridas de cavalos e em torneios de justa, sendo até obrigado a vender parte das terras que herdara.
George Clifford faleceu no bairro do The Savoy, então parte do Middlesex, com apenas 48 anos de idade, sendo sepultado no jazigo de família em Skipton. Deixou à sua filha, o único dos seus descendentes que o sobreviveu, a quantia de £ 15 000. Legou o seu título, e parte das suas terras, a seu irmão Francis Clifford, 4.º conde de Cumberland, o que originou um prolongado conflito judicial entre a sua viúva, em representação da filha, e a família do irmão.